# 바르바라 무스키에티
바르바라 무스키에티(스페인어: Bárbara Muschietti)는 아르헨티나의 영화 프로듀서로, 공포 영화 감독 안드레스 무스키에티의 누나다. 동생의 작품 《마마》(2013)와 《그것》(2017)의 프로듀싱을 담당했다.

## 제작 작품 목록
- 마마(2013) (각본을 겸함)
- 안티고네 깨어나다 Antigona despierta (2014)
- 그것(2017)
- 그것: 두 번째 이야기(2019)
- 플래시(2023)
- 일렉트릭 스테이트(2024)